# 関西フットサルリーグ
関西フットサルリーグとは、関西フットサル連盟が主催する地域リーグである。関西Ｆリーグとも。
2003年から4連覇を果たしたMAG'S FUTSAL CLUB（現シュライカー大阪）は、2007年度からFリーグへ参加。その後は、JOY FUTSAL CLUB、funf bein、K'ntetsu futsal clubと毎年優勝チームが変動する、レベルの拮抗したリーグとなっている。

## 参加チーム

### 2002年
- 神戸ハーバーランド（兵庫県リーグ）
- 近鉄百貨店（大阪府リーグ）
- FC Dream（大阪府リーグ）
- 旭屋（大阪府リーグ）
- カンカンボーイズ（兵庫県リーグ）
- 芦屋SCグリース（兵庫県リーグ）
- FC Solc'eu（京都府リーグ）
- F.T BLOW KYOTO（京都府リーグ）

### 2003年
- 神戸ハーバーランド（兵庫県リーグ）
- 近鉄百貨店（大阪府リーグ）
- FC Dream（大阪府リーグ）
- 旭屋（大阪府リーグ）
- カンカンボーイズ（兵庫県リーグ）
- 芦屋SCグリース（兵庫県リーグ）
- F.T BLOW KYOTO（京都府リーグ）
- MAG'S FUTSAL CLUB（大阪府リーグ）
- funf bein（京都府リーグ）
- azzurro FUTSAL CLUB（和歌山県リーグ）
- みぴこ（大阪府リーグ）
- ハットトリック（兵庫県リーグ）

### 2004年
- MAG'S FUTSAL CLUB（大阪府リーグ）
- 近鉄百貨店（大阪府リーグ）
- FC DREAM SD（大阪府リーグ）
- 旭屋（大阪府リーグ）
- カンカンボーイズ（兵庫県リーグ）
- 芦屋SCグリース（兵庫県リーグ）
- funf bein（京都府リーグ）
- F.T. BLOW（京都府リーグ）
- azzuro FUTSAL CLUB（和歌山県リーグ）
- 神戸ハーバーランド（兵庫県リーグ）
- 高槻松原（大阪府リーグ）
- MADELINE（京都府リーグ）

### 2005年
- MAG'S FUTSAL CLUB（大阪府リーグ）
- K'ntetsu futsal club（大阪府リーグ）
- 高槻松原（大阪府リーグ）
- funf bein（京都府リーグ）
- 旭屋（大阪府リーグ）
- 神戸ハーバーランド（兵庫県リーグ）
- カンカンボーイズ（兵庫県リーグ）
- FC DREAM S.D.（大阪府リーグ）
- 芦屋SCグリース（兵庫県リーグ）
- F.T.BLOW（京都府リーグ）
- CASCAVEL KANSAI（奈良県リーグ）
- 神戸大学フットサル部FORCA（兵庫県リーグ）

### 2006年
- MAG'S FUTSAL CLUB（大阪府リーグ）
- カンカンボーイズ（兵庫県リーグ）
- 高槻松原（大阪府リーグ）
- 旭屋（大阪府リーグ）
- K'ntetsu futsal club（大阪府リーグ）
- CASCAVEL KANSAI（奈良県リーグ）
- 芦屋SCグリース（兵庫県リーグ）
- funf bein（京都府リーグ）
- 神戸ハーバーランド（兵庫県リーグ）
- 神戸大学フットサル部FORCA（兵庫県リーグ）
- JOY FUTSAL CLUB（滋賀県リーグ）
- PFC SUPREME（大阪府リーグ）

### 2007年
- CASCAVEL KANSAI（奈良県リーグ）
- JOY FUTSAL CLUB（滋賀県リーグ）
- 高槻松原（大阪府リーグ）
- 神戸クラブ（兵庫県リーグ）※元神戸ハーバーランド
- カンカンボーイズ（兵庫県リーグ）
- 京阪フットサルプレイス funf bein（京都府リーグ）
- K'ntetsu futsal club（大阪府リーグ）
- 神戸大学フットサル部FORCA（兵庫県リーグ）
- 旭屋（大阪府リーグ）
- PFC SUPREME（大阪府リーグ）
- F.C. DREAM KISHIWADA（大阪府リーグ）
- リンドバロッサ（京都府リーグ）

### 2008年
- JOY FUTSAL CLUB（滋賀県リーグ）
- AFC神戸（兵庫県リーグ）※元神戸クラブ
- funf bein（京都府リーグ）
- K'ntetsu futsal club（大阪府リーグ）
- 神戸大学フットサル部FORCA（兵庫県リーグ）
- カンカンボーイズ（兵庫県リーグ）
- F.C. DREAM KISHIWADA（大阪府リーグ）
- CROTALO　奈良（奈良県リーグ）※元CASCAVEL KANSAI
- 高槻松原（大阪府リーグ）
- 旭屋（大阪府リーグ）
- FC TOY（大阪府リーグ）
- だいふごう（京都府リーグ）

### 2009年
- funf bein（京都府リーグ）
- JOY FUTSAL CLUB（滋賀県リーグ）
- K'ntetsu futsal club（大阪府リーグ）
- 神戸大学フットサル部FORCA（兵庫県リーグ）
- 高槻松原（大阪府リーグ）
- FC TOY（大阪府リーグ）
- CROTALO　奈良（奈良県リーグ）
- MESSE OSAKA DREAM（大阪府リーグ）※元F.C. DREAM KISHIWADA
- だいふごう（京都府リーグ）
- カンカンボーイズ（兵庫県リーグ）
- SWHフットサルクラブ（兵庫県リーグ）
- リンドバロッサ（京都府リーグ）

### 2010年
- funf bein（京都府リーグ）
- JOY FUTSAL CLUB（滋賀県リーグ）
- K'ntetsu futsal club（大阪府リーグ）
- 神戸大学フットサル部FORCA（兵庫県リーグ）
- VAXA高槻（大阪府リーグ）※元高槻松原FC
- MESSE OSAKA DREAM（大阪府リーグ）※元F.C. DREAM KISHIWADA
- だいふごう（京都府リーグ）
- カンカンボーイズ（兵庫県リーグ）
- SWHフットサルクラブ（兵庫県リーグ）
- リンドバロッサ（京都府リーグ）
- チェリーブロッサム（大阪府リーグ）
- FUERTE OSAKA（大阪府リーグ）

## 優勝チーム
- 2002 - 神戸ハーバーランド
- 2003 - MAG'S FUTSAL CLUB
- 2004 - MAG'S FUTSAL CLUB
- 2005 - MAG'S FUTSAL CLUB
- 2006 - MAG'S FUTSAL CLUB
- 2007 - JOY FUTSAL CLUB
- 2008 - funf bein
- 2009 - K'ntetsu futsal club
- 2010 - SWHフットサルクラブ
- 2011 - ミキハウスフットサルクラブ
- 2012 - SWHフットサルクラブ
- 2013 - funfbein KYOTO